# Víctor Merino
Víctor Hugo Merino Dubón (Apopa, 18 agosto 1979) è un ex calciatore salvadoregno, di ruolo centrocampista.

## Caratteristiche tecniche
È un trequartista.

## Carriera

### Club
Comincia a giocare in patria, al Fundacion Chelona. Nel 1999 si trasferisce in Finlandia, al Jazz. Dopo tre stagioni in Finlandia, nel 2001 torna in patria. Firma, infatti, con il San Salvador. Nel 2003 passa al Luis Ángel Firpo. Nel 2007 viene acquistato dal FAS. Nel 2008 passa all'Águila. Nel 2009 torna al Luis Ángel Firpo. Nel gennaio 2012 si accasa all'Atlético Marte. Nel 2013 passa all'Isidro Metapán. Nel 2015 si trasferisce al Sonsonate. Nel 2016 viene acquistato dal Chalatenango.

### Nazionale
Ha debuttato in nazionale nel 2004. Ha messo a segno la sua prima rete con la maglia della nazionale il 22 agosto 2007, nell'amichevole El Salvador-Honduras (2-0), in cui ha siglato la rete del definitivo 2-0. Ha partecipato, con la nazionale, alla Gold Cup 2007. Ha collezionato in totale, con la maglia della nazionale, 20 presenze e una rete.